# David Levinthal

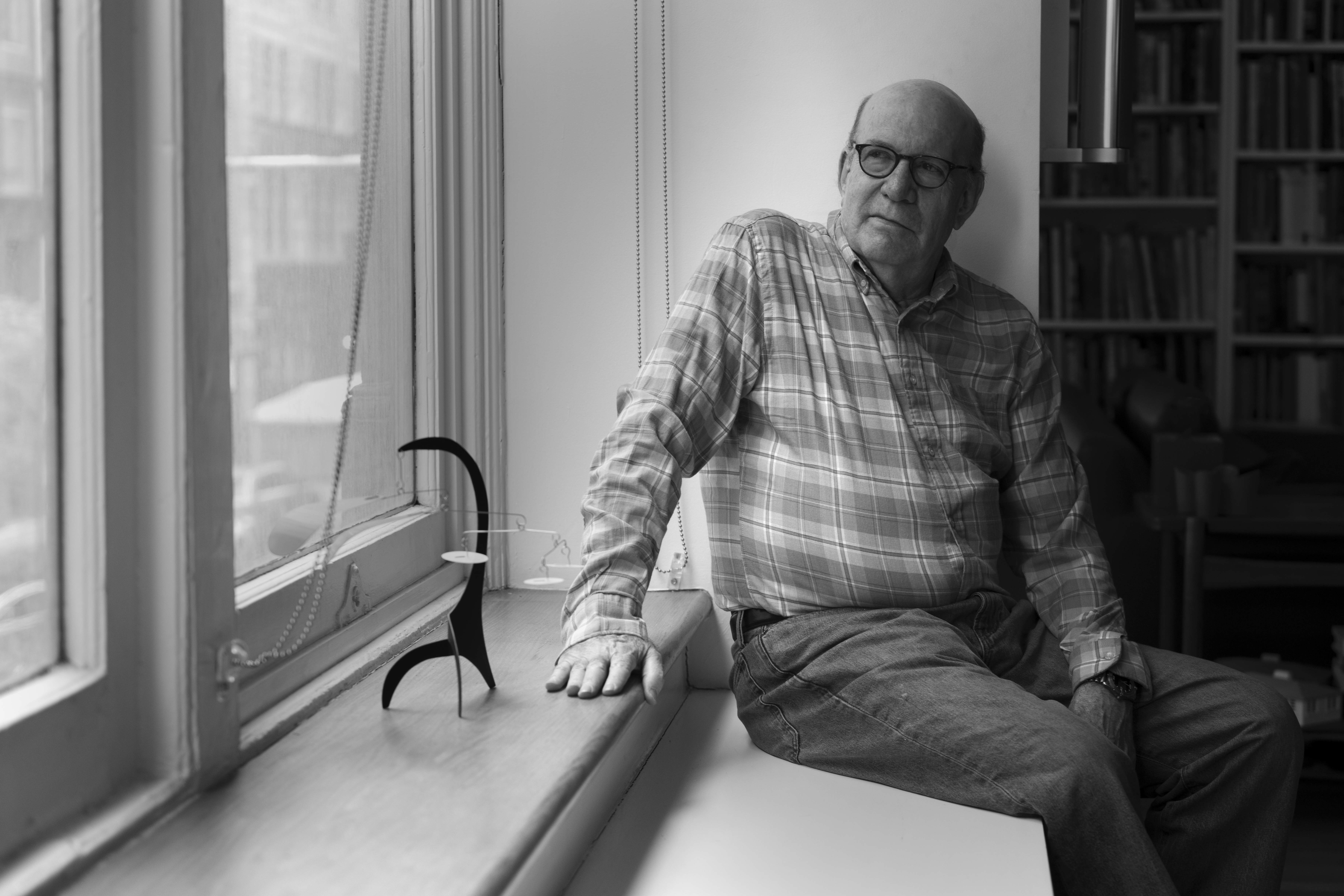
David Levinthal (2022)

David Levinthal (geboren 8. März 1949 in San Francisco) ist ein US-amerikanischer Fotokünstler.

## Leben
David Levinthal erhielt 1970 einen Bachelor in Studio Art an der Stanford University, 1973 einen Master of Fine Arts (MFA) in Fotografie an der Yale University. Anschließend studierte er Management an der MIT Sloan School of Management und schloss dies 1981 mit einem Scientiæ Magister ab. Er arbeitet seither als freier Fotograf. Levinthal hatte 1990 ein Stipendium des National Endowment for the Arts und war 1995 Guggenheim-Stipendiat.
Levinthal begann 1972 in Yale, Spielzeugpuppen, darunter auch die Puppe Barbie, in fotografischen Szenarien zu arrangieren. Seine Fotokonzepte haben die Nachahmung der Wirklichkeit, nicht die Wirklichkeit selbst zum Gegenstand. Gemeinsam mit Garry Trudeau erregte er Aufsehen mit dem Projekt „Hitler Moves East“ (1975–77) – eine Serie imaginierter Szenen des Zweiten Weltkrieges an der deutsch-russischen Front. Levinthal schaffe in seinen Fotos durch die gewählte Unschärfe eine Ambiguität: Zu der Geschichte des Künstlers komme die Geschichte des Betrachters (James E. Young). In „Wild West“ (1987–89) wurden der Wilde Westen und die Indianerkriege in Szenarien des Hollywood-Western und in Werbebildern des Zwanzigsten Jahrhunderts arrangiert. In „Mein Kampf“ (1993–94) inszenierte Levinthal Hitlers Theatralik einerseits und Szenen des Holocausts andererseits. Die aktuelle Mediensprache über militärische Aktionen im Irakkrieg und in Afghanistan bricht er in „IED“ (2008).
Von Levinthal beeinflusst sind die Fotografen Cindy Sherman und Richard Prince.

## Werke/Ausstellungen (Auswahl)
- David Hickey ; Lisa Hostetler (Hrsg., Texte): History : photographs by David Levinthal. Design George Corsillo. International Museum of Photography and Film. Heidelberg; Berlin : Kehrer, 2015
- Paul Roth, Kaitlin Booher, Dave Hickey (Hrsg., Texte): War games : David Levinthal. Corcoran Gallery of Art. Heidelberg; Berlin : Kehrer, 2013
- mit John Nickle: Who pushed Humpty Dumpty? : and other notorious nursery tale mysteries. New York : Schwartz & Wade Books, 2012
- Barbie Millicent Roberts : an original. New York : Pantheon Books, 1998
- David Levinthal, work from 1975 - 1996. Essays and interview by Charles Stainback and Richard B. Woodward. New York : The International Center of Photography, 1997
- The Wild West. Washington : Smithsonian Institution Press, 1993
- Hitler moves East : a graphic chronicle, 1941-43. New York : Laurence Miller Gallery ; Albuquerque, 1989